# أسناف

تعديل مصدري - تعديل

أسناف  إحدى مراكز العزلة اليمانية السفلى التابعة لمديرية جحانة التابعة لمحافظة صنعاء. وتسمي بلاد أسناف ويتبعها عدة قرى، هي ردعان، محوش، المصنعة، بيت الخردل، عصفان والحصن الأبيض.

## الموقع
تقع قرية أسناف على تل صخري يبعد 25 كلم جنوب شرق العاصمة صنعاء، وتشرف القرية على الطريق الأسفلتي الذي يربط العاصمة صنعاء بمدينة مأرب مرورا بمدينة جحانة، إحدى محاور الاتصال الرئيسية بين سلسلة المرتفعات الجبلية والمناطق الشرقية في البلاد.

## المواقع الأثرية
يعتبر مسجد العباس من أهم المنشآت التاريخية والأثرية في قرية أسناف. بني هذا المسجد جنوب الطريق الرئيسية، على تل بركاني في الجهة الجنوبية المقابلة للقرية. ويعود تاريخ بناء هذا المسجد إلى سنة 1125 م. وبناء هذا المسجد يدهش ويفتن زائره بفخامة سقفه وجماله المكون من مصندقات خشبية غنية بزخارف هندسية ونباتية منحوتة ومرسومة وتزينها أوراق ذهبية. كما يتميز هذا المسجد بجمال وروعة الأشرطة الكتابية التي تؤطر جدران بيت الصلاة، وبأناقة شكل المحراب وزخارفه الجصية الملونة المنفذة بداخل إطار مستطيل محاط بنقش كتابي.
في النصف الأول من القرن العشرين، كان هناك تابوت خشبي يغطي قبر العباس في المسجد وكان ما زال موجودا. ولوضع حد للزيارات التي كان الناس يقومون بها للتبرك بالعباس فمن المحتمل أن يكون الإمام أحمد حميد الدين قام بتدمير هذا التابوت سنة 1850م تقريبا.
1. ↑  "قرية أسناف.. قبيلة اليمانية السفلى من بطون قبيلة خولان الطيال. بين صنعاء ومأرب مرورا بمدينة جحانة". اطلع عليه بتاريخ 2024-03-05.